# سیارک ۵۱۵۱
سیارک ۵۱۵۱ (به انگلیسی: 5151 Weerstra، نامگذاری:2160T-2) پنج هزار و صد و پنجاه و یکمین سیارک کشف شده‌است که در ۲۹ سپتامبر ۱۹۷۳ کشف شد.
قدر مطلق سیارک برابر ۱۲٫۶۰ است.